# Osman Abdi
Osman Abdi (* 7. März 2006) ist ein somalischer Fußballspieler.

## Karriere
Abdi begann seine Karriere beim SC Red Star Penzing. Zur Saison 2019/20 wechselte er in die Jugend des FK Austria Wien, bei dem er ab der Saison 2020/21 auch sämtliche Altersstufen in der Akademie durchlief. Zur Saison 2023/24 rückte er in den Kader der Amateure der Wiener. In seiner ersten Spielzeit in der Regionalliga kam er in 29 Spielen zum Einsatz, lediglich ein Spiel verpasste er gesperrt.
Zur Saison 2024/25 wurde Abdi auf Kooperationsbasis an den Zweitligisten SV Stripfing verliehen. Sein Debüt in der 2. Liga gab er im August 2024, als er am dritten Spieltag jener Saison gegen den First Vienna FC in der 60. Minute für Timo Schmelzer eingewechselt wurde.